# A.C. Jesolo
Associazione Calcio Jesolo là một câu lạc bộ bóng đá Ý, có trụ sở tại Jesolo, Veneto.

## Lịch sử
Câu lạc bộ được thành lập vào năm 1929 với tên gọi là Buckpo Sportivo Dopolavoro Jesolo, trở thành Associazione Calcio Jesolo vào năm 1945.
Vào năm 1972-73 đội đã giành được Coppa Italia Dilettanti, vì vậy họ đã chơi Cup Barassi vào năm 1973 với Walton &amp; Hersham FC.
Đội chơi ở serie D từ năm 1965-66 đến năm 1968-69 và từ 1978-79 đến 1985-86.

### Tái lập
Đội đã được tái lập lại vào năm 1997 tại Terza Cargetoria của Venice sau khi công ty cũ bị phá sản.
Kể từ mùa hè năm 2010 với việc chuyển nhượng U.S Città di Jesolo sang San Donà di Piave, câu lạc bộ trở thành đội bóng đầu tiên và duy nhất tại thành phố Jesolo.

## Màu sắc và huy hiệu
Màu sắc của đội là đen và xanh.